# جان جاك بيكر
جان جاك بيكر (بالفرنسية: Jean-Jacques Becker)‏ هو مدرس ثانوي ومؤرخ فرنسي، ولد في 14 مايو 1928 في باريس في فرنسا.